# Vertigo (phim)
Vertigo là phim tâm lý ly kỳ của Mỹ năm 1958, đạo diễn Alfred Hitchcock, diễn viên chính James Stewart và Kim Novak, với sự tham gia của Barbara Bel Geddes. Biên kịch Alec Coppel và Samuel A. Taylor, chuyển thể từ tiểu thuyết của Boileau-Narcejac, bộ phim kể về một thám tử yêu người mà mình được thuê theo dõi, một cô gái đầy bí ẩn, và sau đó anh khám phá ra cô không phải là người mà anh tưởng. Mặc dù có nhiều ý kiến trái ngược khi mới phát hành nhưng trong nhiều năm qua, Vertigo luôn giành được cảm tình của khán giả, và được coi là một trong những bộ phim tâm lý hay nhất trong lịch sử điện ảnh.

## Nội dung

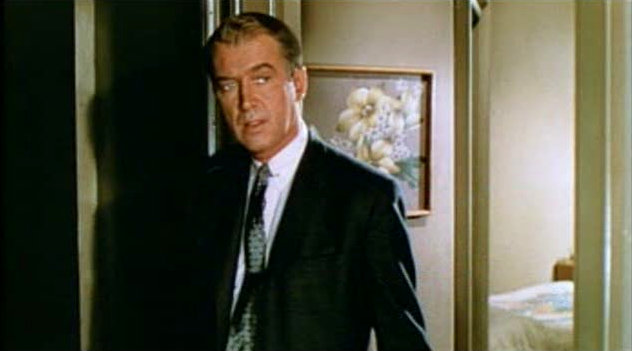
John "Scottie" Ferguson (James Stewart)

John "Scottie" Ferguson (James Stewart) - một cảnh sát, sau cái chết của người đồng nghiệp, đã mắc chứng sợ độ cao. Anh bị thôi việc nhưng lại được một người bạn cũ, Gavin Elster (Tom Helmore) thuê để theo dõi vợ mình – Madeleine (Kim Novak). Scottie phát hiện ra cô hay dành cả ngày đến thăm mộ phần và chân dung của Carlotta Valdes, một người đẹp nổi tiếng đã tự vẫn cách đây đúng 100 năm. Madeleine trang điểm y hệt Carlotta và dường như bị hồn ma nhập vào mình, cô thường xuyên có những hành động bất thường và tìm cách tự tử. Sau một lần cứu Madeleine khỏi chết đuối, Scottie yêu cô say đắm. Nhưng điều đó cũng không giúp cho Scottie cứu được Madelein khi cô ta bị sai khiến leo lên một tháp chuông để tự vẫn, anh đã không vượt qua được chứng sợ độ cao và cô rơi từ trên tháp xuống chết.

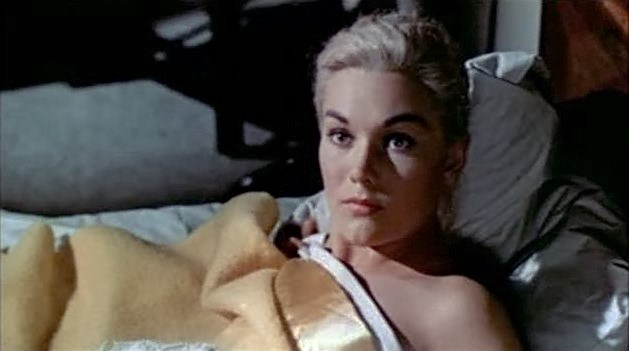
Kim Novak vai Judy

Câu chuyện ma quái và bi kịch đó đã không dừng lại. Khi rời khỏi bệnh viện dành cho những người mắc chứng trầm cảm, Scottie đã ngẫu nhiên gặp một cô gái khác giống hệt Madeleine nhưng lại mang tên Judy Barton với mái tóc, cách ăn mặc và lối cư xử khác hẳn. Thực ra Judy chính là "Madelein" mà Scottie đã theo dõi, nhưng lại không phải bà Madeleine Elster, cô gái đã được thuê đóng giả làm vợ của Gavin Elster trong kế hoạch giết người vợ thật của hắn. Scottie đã không hề biết được điều đó cho đến khi Judy vô tình đeo chiếc dây chuyền giống hệt như trong bức chân dung Carlotta Valdes. Anh đưa Judy đến cái tháp chuông để buộc cô nói ra sự thật nhưng do quá sợ hãi khi một bà xơ xuất hiện trong bóng tối, Judy đã ngã xuống khỏi tháp chuông và chịu cái chết y như Madeleine trước kia.

## Diễn viên

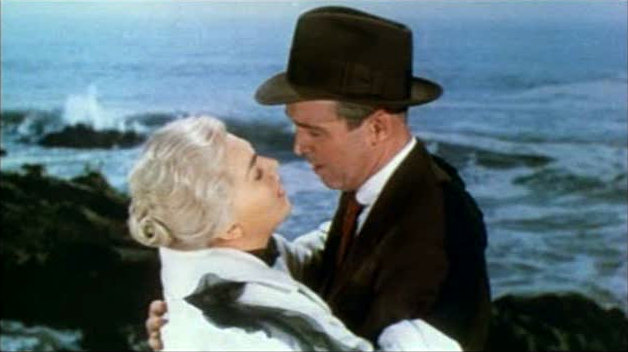
Một cảnh trong phim

- James Stewart - vai John "Scottie" Ferguson
- Kim Novak - vai Madeleine Elster / Judy Barton
- Barbara Bel Geddes - vai Marjorie "Midge" Wood
- Tom Helmore - vai Gavin Elster
- Henry Jones - vai Cảnh sát
- Raymond Bailey - vai bác sĩ
- Ellen Corby - vai Chủ khách sạn McKittrick
- Jean Corbett - vai Madeleine Elster thật

## Giải thưởng và vinh dự

### Giải Oscar
Vertigo được đề cử cho 2 hạng mục:
- Chỉ đạo nghệ thuật xuất sắc - Hal Pereira, Henry Bumstead, Samuel M. Comer, Frank McKelvy
- Giải Oscar cho hòa âm hay nhất

### Vinh dự

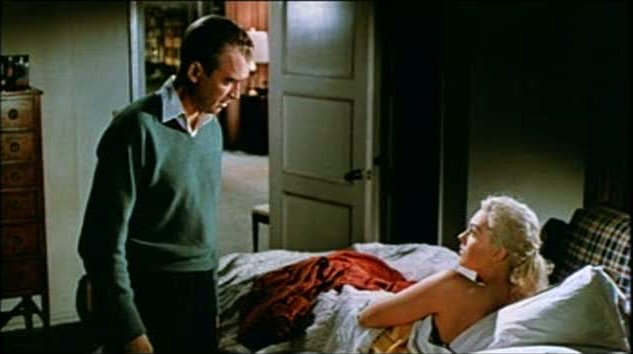
Madeleine Elster (Kim Novak) đang chăm chú ngắm bức chân dung Carlotta Valdes tại Điện Bắc đẩu bội tinh ở San Francisco

- Năm 1989, Vertigo được Thư viện Quốc hội Mỹ chọn bảo tồn trong Viện lưu trữ phim Quốc gia Mỹ vì "tính văn hoá, lịch sử và tín hiệu thẩm mĩ"
  - Danh sách của Viện phim Mỹ
  - 100 phim hay nhất #61
  - 100 phim rùng rợn và ly kỳ #18
  - 100 năm nhạc phim #12
  - 100 phim tình cảm #18
  - 100 phim hay nhất (đính chính) #9
  - 10 phim hay nhất thuộc 10 thể loại #1 Trinh thám [2]